# 새의 둥지

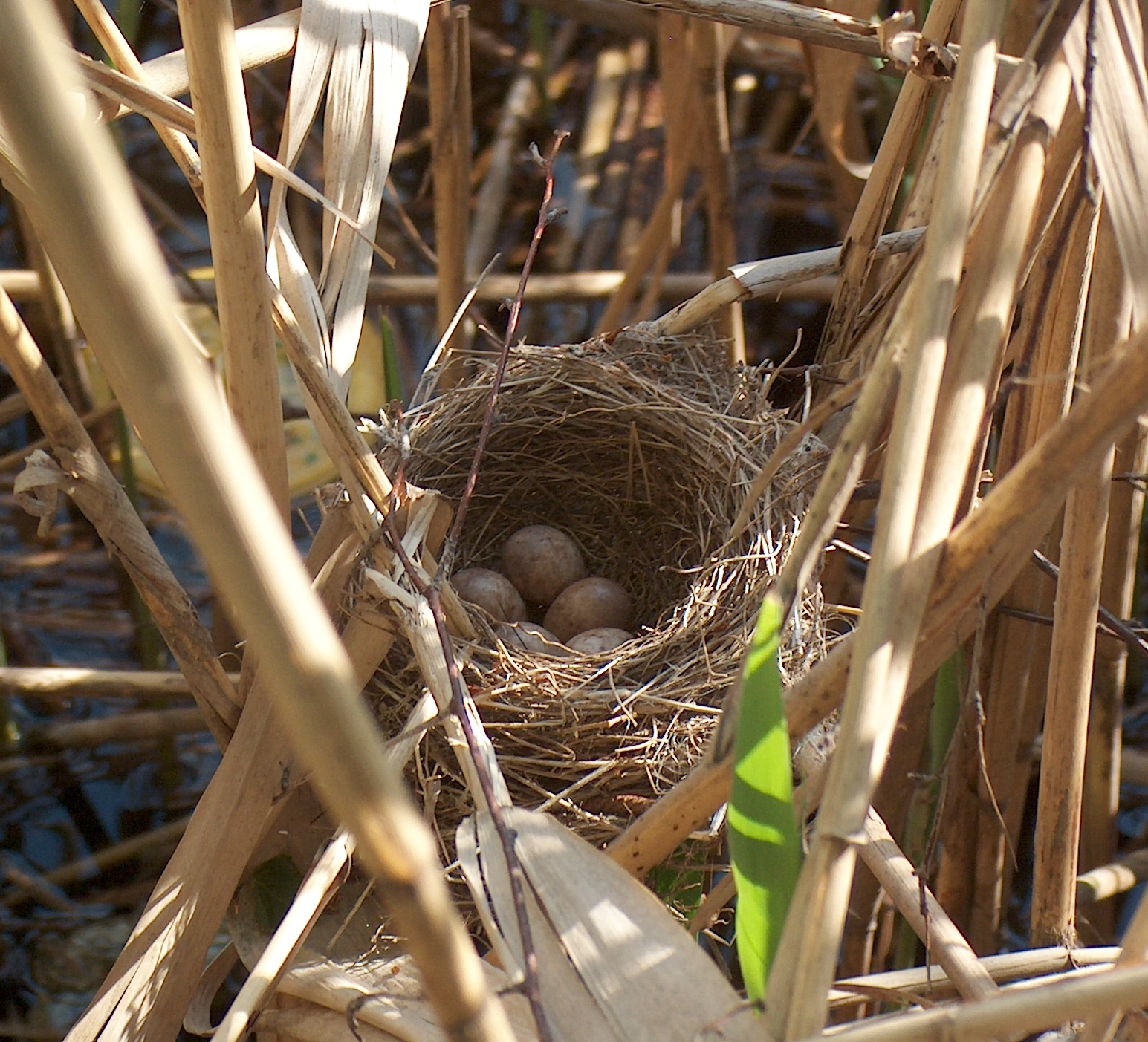
개개비의 둥지

새의 둥지는 새가 알을 낳고 부화하며, 새끼를 키우는 곳으로, 조류는 동물 중에서 가장 발달한 집을 짓는다.

## 예시
- 논병아리는 연못이나 늪 또는 강 등의 수생식물이 밀집한 곳이나 넓은 연못 중앙에 수생 신물의 잎과 줄기 또는 조류(말류) 따위를 쌓아올려, 이른바 '논병아리의 뜬집(浮巢)' 을 만든다.
- 쇠물닭은 물가나 늪지의 갈대·줄풀 속이나 물이 있는 논 등에서, 얕은 물 속에 마른 나뭇잎이나 마른 나뭇가지 등을 쌓아 둥지를 만든다.
- 괭이갈매기는 섬 위의 편평한 장소(초원·암벽 등)에 마른 잎이나 마른 가지, 조류(바닷말)·깃털 등으로 편평하고 복잡한 둥지를 만든다. 큰재갈매기·세가락갈매기 등도 이와 비슷한 둥지를 만든다. 이들 갈매기류는 집단적으로 둥지를 만들어 새끼를 기른다.
- 덤불해오라기는 보통 강변의 초원 속에 갈대·줄풀 등의 줄기를 휘어꺾어서 얕은 둥지를 만드는데, 왜가리 등 많은 해오라기 종류는 나무 위 높은 곳에 썩은 나뭇가지 등으로 편평한 둥지를 만든다. 이들 해오라기류도 집단으로 둥지를 만든다.
- 물총새는 물에 가까운 벼랑치 땅 속에 깊이 1m 정도의 굴을 파고 안쪽을 약간 넓힌 다음, 그 바닥에 어미새가 뱉어낸 생선뼈를 부수어 깔고 알을 낳아 새끼를 키운다.
- 청둥오리 등 많은 오리류는 강변에 마른 잎·가지 등을 모아 둥지를 만들고, 그 안에다 자신의 몸에서 뽑아낸 털을 깐다.
- 원앙새는 강변 가까운 곳에 있는 높은 나무의 빈 곳에 둥지를 트는데, 오리류로서는 예외적인 습성이다. 북방의 툰드라지대에서 새끼를 키우는 쇠기러기는 기본적으로는 오리류와 비슷한 둥지를 만든다.
- 작은 새 중에서 개개비 따위는 강변 갈대밭에 마른 풀, 가는 줄기, 이삭, 실부스러기 등으로 둥지를 튼다. 물에서 떨어진 곳에 둥지를 만드는 작은 새 중에서 지면에서 떨어진 곳에 둥지를 만드는 것으로는 나무의 가지 위에 둥지를 트는 어치·때까치·직박구리·붉은배지빠귀 등을 들 수 있다. 또 찌르레기, 박새 등과 같이 나무의 빈 곳을 이용하는 것도 있다. 찌르레기는 인가의 지붕 밑에, 박새는 돌담 사이에 둥지를 트는 수도 있는데, 이들 새는 인공의 둥지 상자를 이용하는 일도 많다.
- 땅 위에 둥지를 만드는 것으로는 멧새와 종다리 등이 있다. 오목눈이는 주로 우산이끼류를 이용하여 둥지의 외벽을 만들고 거미줄로 표면에 솔이끼를 온통 붙이며, 둥지 내부에는 깃털을 깐다. 그리고 둥지 전체를 거미줄을 이용하여 나무줄기에 세로 방향으로 매단다. 둥지는 긴 타원형(7 ~ 10 × 12 ~ 19cm)으로 위쪽에 입구가 있다.
- 붉은배지빠귀는 작은 나뭇가지나 작은 뿌리 및 진흙으로 둥지를 튼다. 보통 제비가 둥지를 만드는 데 진흙을 많이 쓰는 일은 잘 알려져 있다. 귀제비는 진흙으로 입구가 긴 술병 모양의 둥지를 만드는데, 내부에는 깃털과 마른 풀을 깐다.
- 갈색제비는 벼랑의 흙속에 깊이 20∼100cm 가량의 굴을 파고 이것을 둥지로 삼는데, 내부에는 귀제비와 똑같은 재료를 깐다. 고산대·아고산대 또는 해안의 암벽에 둥지를 트는 칼새는 타액 (침)을 점착제로 하여 마른풀 또는 조류를 재료로 둥지를 만든다. 칼새과에 속하는 새로서 남아시아에 서식하는 금사연은 동굴 속에 집단적으로 둥지를 만드는데, 둥지의 재료는 침뿐이며,채집된 이 둥지는 중국 요리에 사용된다.
- 아프리카에 많이 사는 위버류는 풀의 긴 줄기와 식물성 섬유로 만든 둥근 둥지를 긴 노끈 또는 새끼줄로 나뭇가지에 매단다. 수단위버는 가시가 있는 나무의 맨 꼭대기에 많은 풀을 던져 커다란 우산 모양의 지붕을 만드는데, 지붕 밑에는 많은 둥지가 매달려 있다.
- 아프리카와 남아시아의 열대림에 사는 코뿔새류는 나무의 빈 곳을 둥지로 삼는데, 암컷이 1∼6개의 알을 낳으면 수컷은 암컷을 둥지 속에 가두어버린다. 입구는 수컷의 침과 진흙의 혼합물로 막아버리고 남아 있는 작은 구멍을 통하여 수컷은 암컷에게 먹이를 준다.
- 오스트레일리아에서 뉴기니아, 동남 아시아의 섬에 분포하는 무덤새의 경우는 수컷이 발로 낙엽과 흙을 긁어모아 커다란 무덤 모양을 만든다. 이 무덤은 지름이 수m, 높이가 1m에 달하는데, 암컷은 이 무덤 꼭대기에 알을 낳으며 알을 품는 일은 없다. 알은 무덤의 발효열과 태양열로 데워져 부화된다.

## 같이 보기
- 둥지
- 네슬레